# Препис
Преписът е литературно произведение, преписано от оригинал или от авторски превод; вариант на ръкопис, който не съвпада напълно с оригинала. Думата се използва за ръкописите, правени преди въвеждането на книгопечатането в България.
Известни са няколко преписа на „Учителното евангелие“ на Константин Преславски и над 40 – на „История славянобългарска“ на Паисий Хилендарски.
За преписите е характерно, че в тях настъпват езикови промени при по-голямо отстояние от времето на създаване на оригиналите. Своеволните отклонения от основния текст обаче се считали за грях. Другата особеност е, че много преписи съдържат бележки (приписки) в полетата, направени от преписвачите, които поясняват оригиналния текст. Тези бележки представляват интерес в две отношения: от една страна, сравняването на преписи полага да се установи кой от тях има най-голяма научно-документална стойност и може да се счита за канонически текст. От друга страна по наличните преписи може да се изучава творческата история на произведението.